# Google Lighthouse

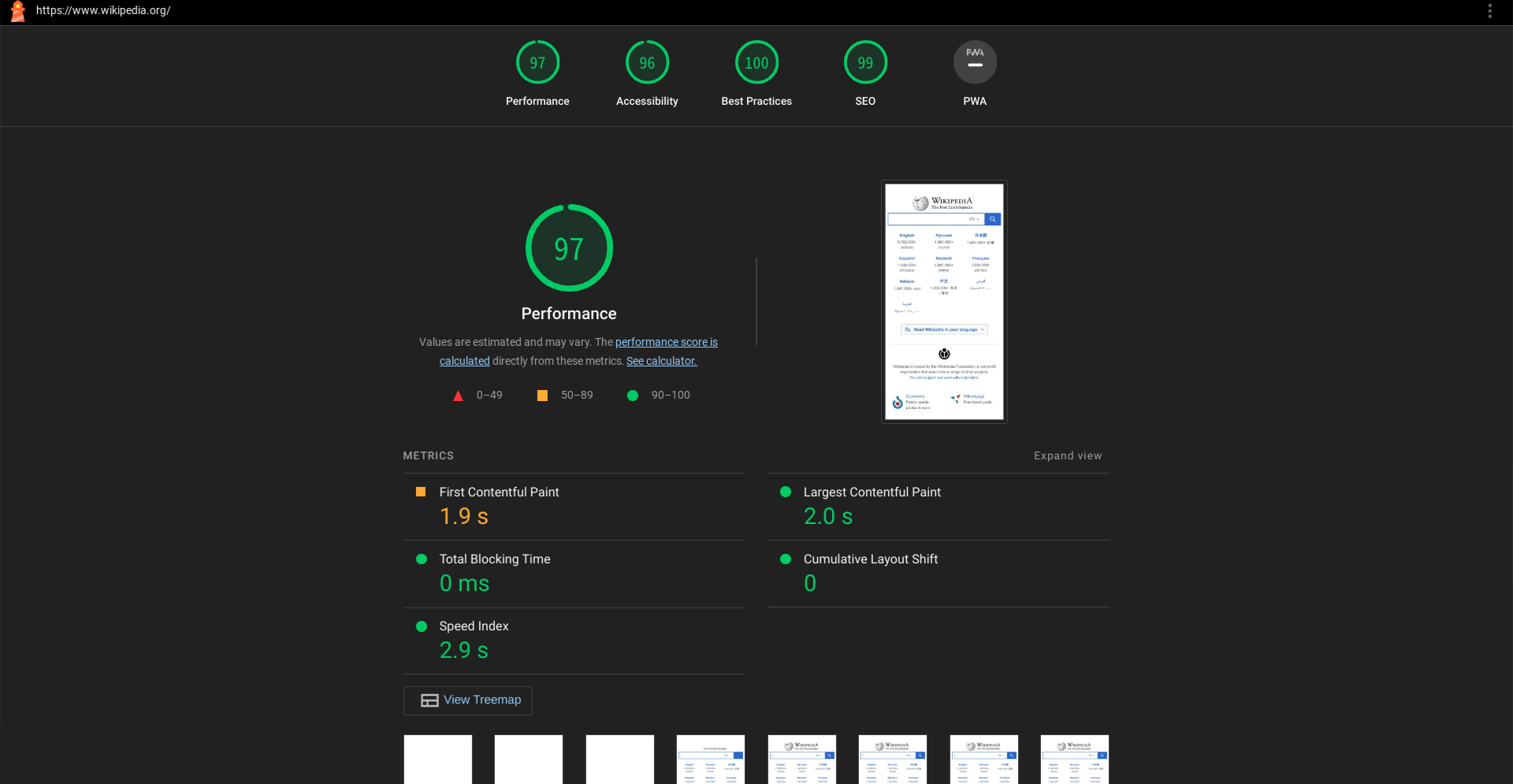
Auditoría de wikipedia.org mediante la extensión Google Lighthouse.

Google Lighthouse es una herramienta automatizada de código abierto para medir la calidad de las páginas web. Se puede ejecutar en cualquier página web, pública o que requiera autenticación. Google Lighthouse audita el rendimiento, la accesibilidad y los factores de optimización de los motores de búsqueda de las páginas web, esta es la principal diferencia con Google PageSpeed, Google Lighthouse proporciona información más detallada. También incluye la capacidad de probar aplicaciones web progresivas para verificar el cumplimiento de estándares y buenas prácticas. Google Lighthouse es desarrollado por Google y tiene como objetivo ayudar a los desarrolladores web. La herramienta se puede ejecutar mediante la extensión del navegador Chrome o mediante el terminal (command) para auditar por lotes un listado de URL. La recomendación de Google es utilizar la versión en línea de Page Speed Insights a partir del 15 de mayo de 2015.
Google Lighthouse puede auditar la página web en la versión de escritorio y en la versión móvil. En el modo de comando (cmd en Windows), el desarrollador puede seleccionar los factores que deben ser auditados y otras opciones mediante el uso de la línea de comandos.
Las versiones recientes de Google Lighthouse ofrecen información sobre cómo optimizar las métricas de Core web vitals (que es uno de los indicadores utilizados por el algoritmo de Google para clasificar las páginas), según anunció el ingeniero de Google, Addy Osmani, en 2021. Hasta el momento, Google utiliza tres parámetros para medir el cumplimiento de los Core Web Vitals, que son:
- Largest Contentful Paint ( LCP )
- Cumulative Layout Shift ( CLS )
- Total Blocking Time ( TBT ) como un indicador sustituto para el First Input Delay( FID )

El 10 de mayo de 2023, Google anunció que INP reemplazará a FID como la métrica que mide la capacidad de respuesta de una página. El objetivo es tener un mejor control del tiempo total que llevan las interacciones del usuario en lugar de solo la primera interacción. Estos cambios comenzarán a afectar los resultados de las páginas a partir de marzo de 2024.